# Insurgent
Insurgent är den andra delen i en trilogi skriven av den amerikanska författaren Veronica Roth. Den kom ut den 1 maj 2012 och kom ut på svenska under samma titel den 21 september 2013.